# Phong trào Kháng Cơ Đốc giáo
Phong trào Kháng Cơ Đốc giáo (非基督教运动) là phong trào trí thức và chính trị tại Trung Quốc trong thập kỷ 1920. Phong trào Ngũ Tứ với tôn chỉ Tân Văn hóa đã tấn công tôn giáo dưới mọi hình thức, kể cả Khổng giáo và Phật giáo cũng như Cơ Đốc giáo, đào thải mọi mê tín dị đoan. Nhiều phong trào lấy cảm hứng từ thái độ canh tân khởi phát từ lý tưởng của các nhà dân tộc chủ nghĩa và những người theo xã hội chủ nghĩa, cũng như nuôi dưỡng tình cảm chống đối Cơ Đốc giáo xưa cũ trong phần đông dân chúng bởi những cuộc xâm lược Trung Quốc từ các quốc gia Tây phương.

## Khởi nguồn
Xuất bản phẩm gây ảnh hưởng nhất đằng sau phong trào này là bài viết của Chu Chấp Tín (chữ Hán: 朱执信), đồng đội của Tôn Trung Sơn, với nhan đề Jesus là gì?, xuất bản lần đầu năm 1919 và tái bản nhiều lần sau đó. Chu viết rằng Jesus chẳng qua là một mục đồng, một đứa con hoang bình thường để rồi sau đó trở thành thủ lĩnh của một nhóm những người hâm mộ kỳ bí (với những thành phần côn đồ) vẫn thường thấy trong lịch sử Trung Hoa. Rồi sau đó là nghiên cứu trên diện rộng "Sự chiếm đóng của Cơ Đốc giáo lên Trung Quốc" (tiếng Anh: The Christian Occupation of China) được xuất bản năm 1922 về Giáo hội Tin Lành Trung Quốc và tài nguyên Trung Quốc. Một phong trào sinh viên được dựng lên, nhận được ủng hộ của một số trường đại học, ban đầu là để chống lại buổi họp đã được lên kế hoạch của hội nghị Liên đoàn Sinh viên Cơ Đốc giáo Thế giới tại Trung Quốc, và sau là chống lại trên diện rộng thứ được cho là ảnh hưởng quái gở của Cơ Đốc giáo lên nỗ lực chấn hưng Trung Quốc.

## Diễn biến
Trong giai đoạn các năm 1922 - 1927, đầy rẫy những truyền đơn, hội họp và kiến nghị.
Vụ giết hại sáu người truyền đạo Cơ Đốc trong Sự kiện Nam Kinh năm 1927 được quy là do ảnh hưởng của phong trào này, nhưng trên tổng thể, cũng được xem là do tư tưởng bài ngoại.
Phong trào chấm dứt với lễ rửa tội cho Tưởng Giới Thạch vào năm 1929 và khi Tống Tử Văn, một người theo đạo Cơ Đốc, lên làm Thủ tướng Trung Hoa Dân Quốc năm 1930.